# Damot
Damot o Da'amot (en proto Ge'ez , en ge'ez ዳሞት, transliterado Dmt) se cree que fue un estado localizado en el área que hoy se corresponde con Eritrea y el norte de Etiopía durante el primer milenio a. C.
Los conocimientos acerca de él son muy limitados, ya que su misma existencia se infiere exclusivamente de unas pocas inscripciones, concretamente siete. Debido a ello no se sabe si Damot se expandió hasta convertirse en el reino de Aksum, se unió con otros reinos para formar Aksum o si, por el contrario, este último terminó anexionándoselo. También se desconoce si la población era indígena o si existía un mestizaje con los sabeos del sur de la península arábiga, ya que en sus últimos siglos de existencia hay indicios de una gran influencia sabea.
Para Gian Paolo Chiari, tanto Yeha (Etiopía), como Matara y Kaskase (Eritrea), habrían constituido asentamientos clave para estas supuestas comunidades de inmigrantes procedentes del actual Yemen y en ellas se habría producido, según algunos autores, un proceso de sincretismo religioso, cultural y político que resultaría en la formación del estado de Damot. Eso a pesar de que en ninguna de estas poblaciones se han encontrado alguna de las inscripciones que mencionan Damot, halladas en las zonas de Aksum y Wukro.
Según Stuart Munro-Hay, en esta región del cuerno de África floreció entre los siglos X y V a. C. un reino que se denominó D'mt, previo a la propuesta emigración sabea de los siglos V o IV a. C., cuyos integrantes, según él, debieron residir en el área entre unas pocas décadas y un siglo. Por ello, su influencia habría estado limitada a solo algunas localidades, que podrían haber sido colonias comerciales o militares aliadas a Damot o a algún otro estado protoaksumita.
Aunque algunos autores consideran Yeha como la posible capital de Damot, David W. Phillipson afirma que en esta población no se ha encontrado ninguna mención de ese nombre, como tampoco en el territorio de la actual Eritrea. En cambio, se han hallado inscripciones de gobernantes no relacionados con Damot en Yeha, Kaskase y Seglamen (definido como MLK/rey y a solo 10 km de Aksum). Hay otros tres gobernantes que sí están asociados al nombre de Damot y dos textos en los que se lee MKRB D'MT WSB han sido interpretados como de un regidor que también ejercía su poder sobre Saba, en la península arábiga, donde no se han descubierto menciones a Damot.